# Gomme électrique
Pour les articles homonymes, voir gomme.

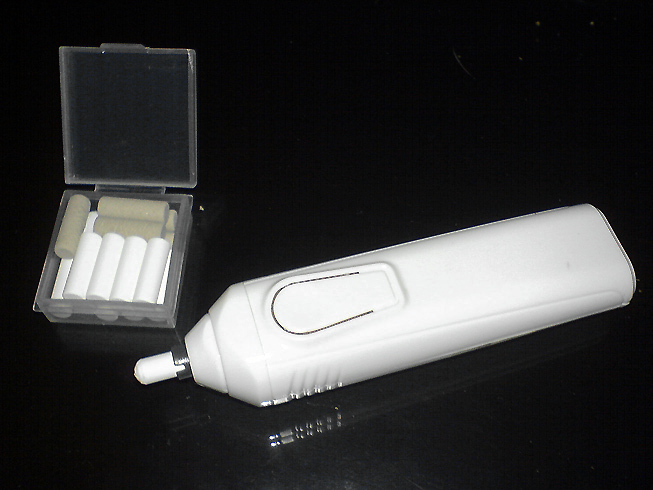
Une gomme électrique et des gommes de rechange.

Une gomme électrique est un stylo-gomme, dans lequel la gomme à effacer imprime des petits mouvements de rotation sous l'action d'un moteur, ce qui permet d'effacer rapidement et de façon très précise un détail.
Un grand nombre de fabricants de produits pour les beaux-arts et de matériel de papeterie en produisent. Elles sont généralement vendues avec quelques gommes de rechange et on peut acheter séparément ces gommes.
Elle peut être utilisée en écriture pour effacer rapidement, mais est surtout utile en dessin pour sa précision. Elle a également l'avantage avec sa rotation rapide d'obtenir davantage de frottement, avec moins de pression de la part du dessinateur, ce qui permet de préserver davantage le papier.

## Histoire
La gomme électrique a été inventée en 1932 par Albert J. Dremel, habitant à Racine, dans l'État du Wisconsin, aux États-Unis d'Amérique.